# 趙達
趙 達（ちょう たつ、生没年不詳）は、中国後漢末期から三国時代の呉にかけての人物。字は不詳。司隸河南尹の出身。九宮一算の術を極めて有名になった。「八絶（江南八絶）」の一人。 妹は孫権の側室の趙夫人。『三国志』呉志に伝がある。

## 生涯
思考は精緻で綿密であった。若い頃、後漢の侍中であった単甫の下で学問を修めた。後に、東南の地方は王者の気があるので、赴けば難を避けられると考え、身一つで長江を渡った。
趙達は「九宮一算の術」という占術を会得したため、臨機応変に対策を立てる事が出来、人々の疑問に対して的確な判断を下した。飛んでいる蝗の数や、隠された品物の名を占えば、的中しない事は無かった。「飛んでいるものの数などは分かりはしない。でたらめだろう」と言う人に、蓆の上に小豆を撒かせ、その数を占った。一つ一つ数えてみると、占ったとおりの数だった。
ある時、知人の元へ立ち寄ると食事を持て成された。しかし知人は「急なことだったので酒もよい肴もなく、十分におもてなし出来ず申し訳ありません」と謝った。趙達は、箸を算木代わりにして占っていたため「お宅の東壁のもとに一石の美酒があり、鹿肉も三斤あるのに、何故ないと申されるのか」と問うた。すると他にも客がいたので、その知人が隠していたことが皆にわかってしまった。知人は恥じ入って「あなたの占いのお力を知ろうと思ったからでした」と、その場を取り繕った。
またある人が、何千何万という白紙の竹簡を空の倉庫に入れておき、倉庫に封をした後で趙達に占わせた。趙達はその数を当てるとともに「これは名ばかりで、中身はない」とまで言い放った。彼の占いの術はこれほど精妙だった。
彼は自分の術を惜しんで人に明かさなかった。闞沢・殷礼ら名だたる儒者や優れた人物が、彼に教えを請うたが全て拒否した。
太史丞の公孫滕は若い時から趙達に師事し、一生懸命学んでいた。趙達は一度、彼に占術を記した書物を授けようと言ったが、公孫滕が約束の日に訪れると、一生懸命探しまわった結果書物が盗まれてしまったと言い、それきり秘伝を伝授する話を立ち消えにしてしまった。
時期は不明だが、孫権に仕えた。
征伐の際、孫権が趙達に結果を占わせると、いつも彼の言うとおりだったという。孫権もまた彼の術を知りたがったが、趙達は教えなかった。そのために疎んじられ、俸禄や官位が全く上がらなかった。
また趙達は、星気や風術を駆使する者達のことを「帷幕の中で算木を廻らせ、戸外に出ずに天道を知るのが占いなのに、昼夜戸外に身をさらして豫兆を読み取ろうとするのは、まことに御苦労千万なことだ」と笑ったという。
ある時、趙達は自分の命運を占ってみた。そして「私の命運は某月某日に尽きると出た。その日に死ぬであろう」と嘆じた。彼の妻は、夫の占いが的中するのを幾度も見てきたので、この言葉を訊いて声を挙げて泣いた。趙達は妻の心を和らげようとして、改めて算木で占い「さっきのは間違いだ。死ぬのはまだ先のことだ」と詐ったが、死んだのは初めに占ったとおりの日だったという。
孫権は、趙達が占術を記した書物を持っていると聞いていたので、彼の死後に書物を手に入れようと、彼の娘を拘禁して責め質した。さらに趙達の棺を開けてまで探したが、結局何も得られなかった。その術は彼の死によって途絶えてしまったという。

## 呉の命運を占う
孫権は帝位に就いた際、趙達に対し「私は天子として何年在位出来るか」と問うた。趙達は「漢の高祖は王朝を建ててから十二年在位されました。しかし陛下はこれに倍されましょう」と言った。実際に、孫権の在位が二十四年に及んでおり、趙達の占いは的中している。
黄武3年（224年）、魏の曹丕は呉討伐の軍を起こし、広陵まで侵攻してきた。孫権は徐盛の献策を用い、長江沿いに蜿蜒と偽城を築いて抵抗した。そうとは知らぬ曹丕は軍を還したという。この時、孫権は事の成り行きを趙達に占わせた。すると趙達は「曹丕が逃げ出したというものの、呉は庚子の年に滅亡いたします」と言った。孫権が「いつの庚子だ」と訊ねると、趙達は指を屈して計算し「五十八年後でございます」と答えた。孫権は「今のことを憂えるのに手一杯で、遠い先のことまでは考えられぬ。そんなことは子孫たちの問題だ」と言った。その遥か後の天紀4年（280年）庚子の年、晋軍は各方面から呉に侵攻し、孫晧を降伏させ呉を滅ぼした。

## 趙夫人
妹の趙夫人は中国歴史に記録された最初の女性画家である。蚊帳の発明家とされている。『三国志』には名が見当たらないが、『拾遺記』や『歴代名画記』などの文献に散見される。
『拾遺記』によれば、呉宮にあって皇后である潘氏と並ぶ奇女である。女神のようにおしとやかな美人として知られた潘氏とは対に、趙氏は明晰で芸術への造詣の深い才媛だった（巻八「趙、潘二夫人 妍明伎芸 婉孌通神」より））。絵が得意で並ぶ者がおらず、様々な糸を操り龍鳳の錦を作り上げた。宮中では「機絶」と呼ばれた。最初、孫権は魏や蜀漢をまだ平定できていないことを憂い、優れた画家に地図を描かせることを思い付いた。趙達は自分の妹を孫権の夫人として贈った。また、趙夫人が写した江湖や九州山岳の地図を進呈した。さらに趙夫人は、四角い帛の上に五岳と列国の地形を刺繍で作り上げた。当時の人からは「針絶」と呼ばれた。また、膠で糸と髪を連ねて軽い幔を作った。孫権は軍中にいる時も、常にこれを携帯していたという。「絲絶」と褒め称えられた。その三つの才能は、共に「呉の三絶」と呼ばれている。
後に寵愛の独占欲が強い者の中傷を受けて後宮を退出したが、その才能は引き続いて大切にされた。呉の滅亡後に行方不明となった。